# Kila församling, Karlstads stift
Kila församling är en församling i Säffle pastorat i Västra Värmlands kontrakt i Karlstads stift. Församlingen ligger i Säffle kommun i Värmlands län.

## Administrativ historik
Församlingen har medeltida ursprung.
Församlingen var till 1962 moderförsamling i pastoratet Kila och Tveta som till 1936 även omfattade Svanskogs församling. Församlingen var från 1962 till 2002 annexförsamling i pastoratet Gillberga och Kila. Från 2002 ingår församlingen i Säffle pastorat.

## Kyrkor
- Kila kyrka